# Le Plessier-sur-Bulles
Pour les articles homonymes, voir Le Plessier.
Le Plessier-sur-Bulles est une commune française située dans le département de l'Oise en région Hauts-de-France. Ses habitants sont appelés les Plessierrois et les Plessierroises.

## Géographie

### Localisation

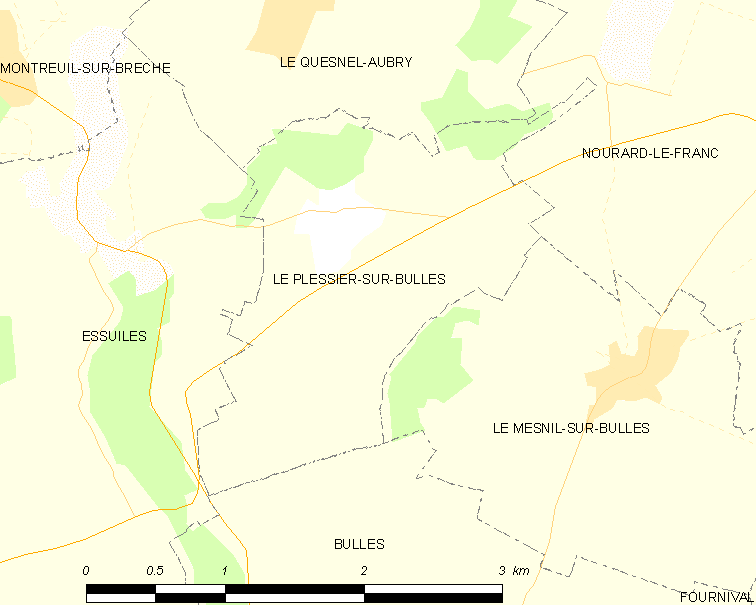
Communes limitrophes de la commune du Plessier-sur-Bulles.

Le Plessier-sur-Bulles est une commune située à 71 km au nord de Paris, 18 km à l'est de Beauvais, 38 km à l'ouest de Compiègne et à 44 km au sud d'Amiens.
|          | Le Quesnel-Aubry    |                      |
|          | Plessier-sur-Bulles | Nourard-le-Franc     |
| Essuiles | Bulles              | Le Mesnil-sur-Bulles |

### Topographie et géologie
La commune du Plessier-sur-Bulles a été établie sur le plateau picard, qui domine la haute vallée de la Brêche.  Plusieurs vallées sèches annexes à la Brêche cernent le territoire : la vallée Trinselle et la vallée Marguerite au nord où se situe le point le plus bas, à 91 mètres d'altitude ainsi que la vallée du Plessier prolongée par la vallée du bois de la Truie au sud. La pente s'oriente dans un axe Nord-Est / Sud-Ouest. Son point culminant se situe à 162 mètres sur la D 938 sur la limite communale avec Nourard-le-Franc, la place du village se trouve à 146 mètres et l'ancien cimetière à 138 mètres au-dessus du niveau de la mer. Le Plessier-sur-Bulles se trouve en zone de sismicité 1, c'est-à-dire très faiblement exposée aux risques de tremblement de terre.

### Hydrographie
La commune est située dans le bassin Seine-Normandie. Elle n'est drainée par aucun cours d'eau,.
La commune fait partie du bassin versant de la Brêche, rivière située à un kilomètre en aval. Les vallées sèches, forment des talwegs conduisant les eaux de ruissellement vers ce cours d'eau. Un château d'eau a été construit dans la rue de Coiseaux à la sortie du village. Les zones les plus basses du territoire dans le fond des vallons sont situées au-dessus de nappes phréatiques sous-affleurantes.

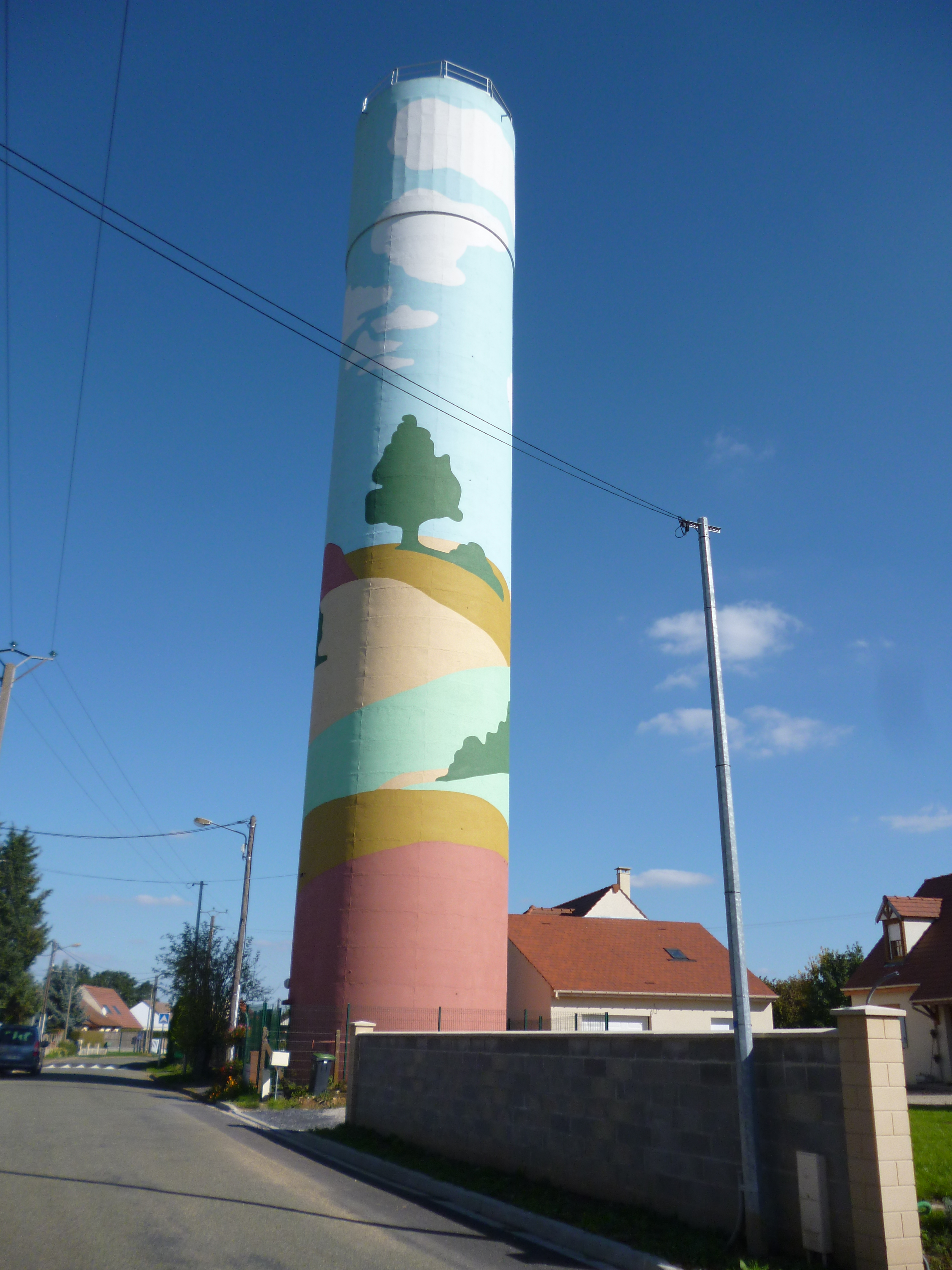
Le château d'eau du Plessier-sur-Bulles.
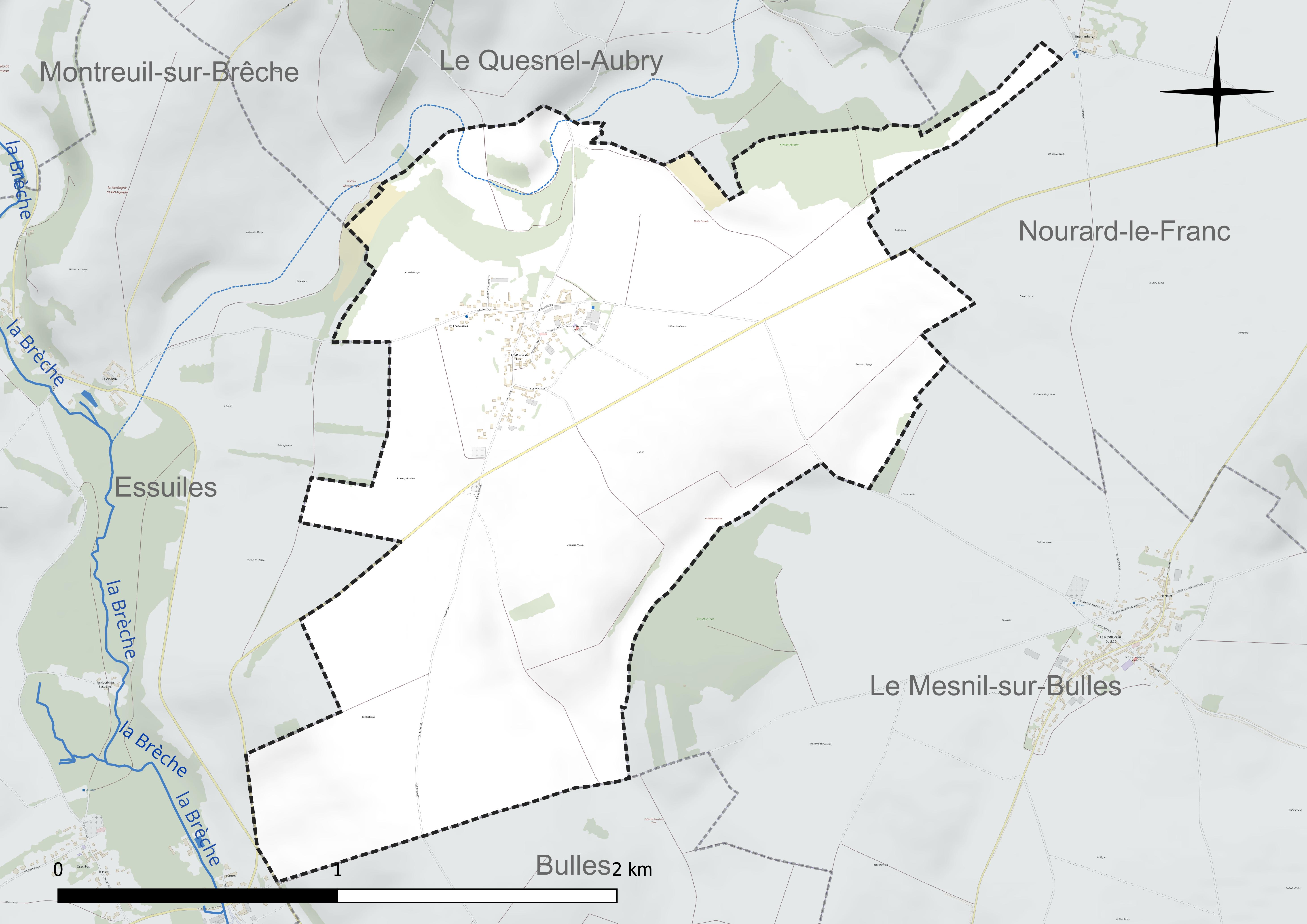
Réseau hydrographique du Le Plessier-sur-Bulles.

### Climat
Pour des articles plus généraux, voir Climat des Hauts-de-France et Climat de l'Oise.
En 2010, le climat de la commune est de type climat océanique dégradé des plaines du Centre et du Nord, selon une étude du CNRS s'appuyant sur une série de données couvrant la période 1971-2000. En 2020, Météo-France publie une typologie des climats de la France métropolitaine dans laquelle la commune est exposée à un climat océanique et est dans la région climatique  Nord-est du bassin Parisien, caractérisée par un ensoleillement médiocre, une pluviométrie moyenne régulièrement répartie au cours de l'année et un hiver froid (3 °C). 
Pour la période 1971-2000, la température annuelle moyenne est de 10,2 °C, avec une amplitude thermique annuelle de 14,3 °C. Le cumul annuel moyen de précipitations est de 694 mm, avec 11,3 jours de précipitations en janvier et 7,9 jours en juillet. Pour la période 1991-2020, la température moyenne annuelle observée sur la station météorologique la plus proche, située sur la commune de Tillé à 15 km à vol d'oiseau, est de 11,0 °C et le cumul annuel moyen de précipitations est de 655,5 mm,. Pour l'avenir, les paramètres climatiques de la commune estimés pour 2050 selon différents scénarios d'émission de gaz à effet de serre sont consultables sur un site dédié publié par Météo-France en novembre 2022.

### Milieux naturels
Hormis les espaces bâtis couvrant 14 hectares pour 4 % de la surface communale, le territoire comprend plus de 86 % d'espaces cultivés sur 336 hectares et 5 hectares de vergers et de prairies, auquel on peut ajouter 3 hectares de pelouses sur sol calcaire dans la vallée Marguerite. Les coteaux des vallées sèches constituent des zones boisées sur 30 hectares pour 8 % de la surface communale, tel le larris du Cul de Lampe au nord et le bois des Marnes au nord-est,.
Le coteau boisé dit Larris du Cul de Lampe au nord de la commune constitue une zone Natura 2000 inscrite dans l'ensemble du réseau de coteaux crayeux du Beauvaisis ainsi qu'une zone naturelle d'intérêt écologique, faunistique et floristique de type 1. Le fond de la vallée Marguerite constitue un corridor écologique potentiel.

## Urbanisme

### Typologie
Au 1er janvier 2024, Le Plessier-sur-Bulles est catégorisée commune rurale à habitat dispersé, selon la nouvelle grille communale de densité à sept niveaux définie par l'Insee en 2022.
Elle est située hors unité urbaine. Par ailleurs la commune fait partie de l'aire d'attraction de Beauvais, dont elle est une commune de la couronne,. Cette aire, qui regroupe 162 communes, est catégorisée dans les aires de 50 000 à moins de 200 000 habitants,.

### Occupation des sols
L'occupation des sols de la commune, telle qu'elle ressort de la base de données européenne d'occupation biophysique des sols Corine Land Cover (CLC), est marquée par l'importance des territoires agricoles (90,5 % en 2018), une proportion identique à celle de 1990 (90,5 %). La répartition détaillée en 2018 est la suivante : 
terres arables (84,1 %), forêts (9,5 %), zones agricoles hétérogènes (6,5 %). L'évolution de l'occupation des sols de la commune et de ses infrastructures peut être observée sur les différentes représentations cartographiques du territoire : la carte de Cassini (XVIIIe siècle), la carte d'état-major (1820-1866) et les cartes ou photos aériennes de l'IGN pour la période actuelle (1950 à aujourd'hui).

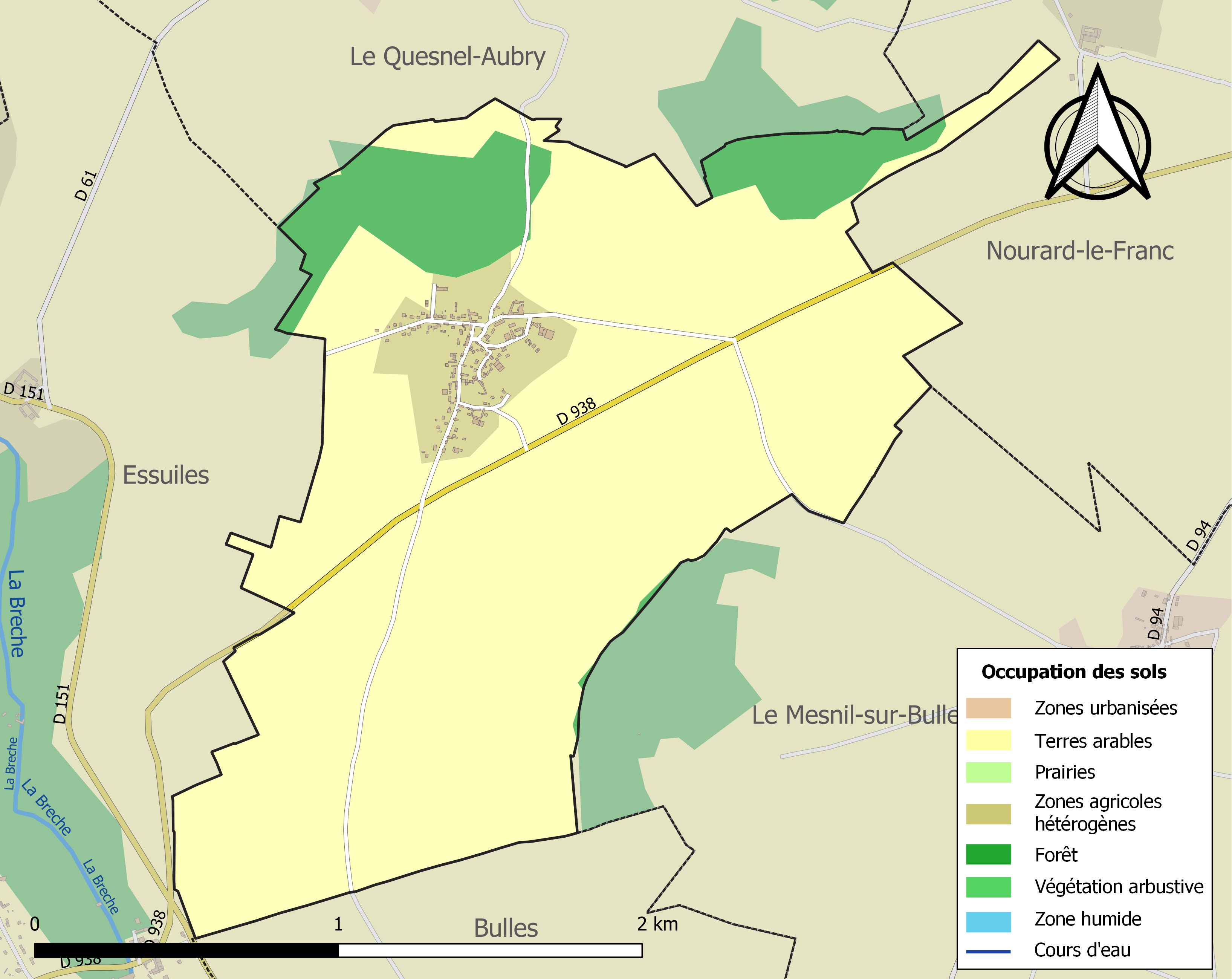
Carte des infrastructures et de l'occupation des sols de la commune en 2018 (CLC).

### Hameaux et lieux-dits
L'espace bâti se concentre uniquement au chef-lieu. La commune ne possède ni hameaux ni écarts habités.

### Morphologie urbaine
Le village est bâti autour d'une place centrale vers laquelle convergent les rues principales.

### Voies de communication et transports
La commune est traversée d'ouest en est la route départementale 938, ancienne route nationale 38 reliant Beauvais à La Fère dans l'Aisne. Elle suit un axe rectiligne en bordant la partie sud du village. Plusieurs routes communales se dirigent vers les villages voisins de Bulles, Le Mesnil-sur-Bulles, Le Quesnel-Aubry et Coiseaux.
La gare SNCF la plus proche est située à Saint-Just-en-Chaussée à 8 km à l'est, sur la ligne de Paris-Nord à Lille.
La commune est desservie, en 2023, par les lignes 613, 6304 et 6347 du réseau interurbain de l'Oise. La commune fait partie du réseau TADAM, service de transport collectif à la demande, mis en place à titre expérimental par la communauté de communes du Plateau Picard. Elle est reliée à l'un des 8 points de destination situés à Saint-Just-en-Chaussée, Maignelay-Montigny, La Neuville-Roy et Tricot au départ des 98 points d'origine du territoire. Une navette de regroupement pédagogique intercommunal (ligne 6823) relie le village aux communes voisines de Catillon-Fumechon, Le Mesnil-sur-Bulles et de Nourard-le-Franc.
L'aéroport de Beauvais-Tillé se trouve à 15 km à l'ouest et l'aéroport de Paris-Charles-de-Gaulle se situe à 57 km au sud-est. Il n'existe pas de liaisons par transports en commun entre la commune et ces aéroports.

## Toponymie
De l'oïl plaissié, écrit plessier, « haie, clos ». Le plessier souvent refait en plessis sous l'influence du sud de la Picardie, rappelle la nature végétale des fortifications primitives. Le nom suggère les haies de branchages qui entouraient le lieu (clôture de branches entrelacées dans des haies). Le terme Plessis désigne le plus souvent un château ou une maison seigneuriale.

## Politique et administration
| Période                                  | Période                    | Identité                   | Étiquette | Qualité                        |
| ---------------------------------------- | -------------------------- | -------------------------- | --------- | ------------------------------ |
| Les données manquantes sont à compléter. |                            |                            |           |                                |
| avant 1988                               | ?                          | Marie-Madeleine Paucellier |           |                                |
| mars 1989                                | juin 1995                  | Hervé Paucellier           |           |                                |
| juin 1995                                | mars 2008                  | Denis Duchemin             |           |                                |
| mars 2008                                | En cours (au 9 avril 2014) | Hervé Paucellier           |           | Réélu pour le mandat 2014-2020 |

## Population et société

### Démographie

#### Évolution démographique
L'évolution du nombre d'habitants est connue à travers les recensements de la population effectués dans la commune depuis 1793. Pour les communes de moins de 10 000 habitants, une enquête de recensement portant sur toute la population est réalisée tous les cinq ans, les populations de référence des années intermédiaires étant quant à elles estimées par interpolation ou extrapolation. Pour la commune, le premier recensement exhaustif entrant dans le cadre du nouveau dispositif a été réalisé en 2004.

En 2022, la commune comptait 211 habitants, en évolution de −1,86 % par rapport à 2016 (Oise : +0,87 %, France hors Mayotte : +2,11 %).
| 1793 | 1800 | 1806 | 1821 | 1831 | 1836 | 1841 | 1846 | 1851 |
| ---- | ---- | ---- | ---- | ---- | ---- | ---- | ---- | ---- |
| 277  | 274  | 282  | 309  | 315  | 321  | 315  | 303  | 308  |

| 1856 | 1861 | 1866 | 1872 | 1876 | 1881 | 1886 | 1891 | 1896 |
| ---- | ---- | ---- | ---- | ---- | ---- | ---- | ---- | ---- |
| 308  | 291  | 253  | 247  | 234  | 250  | 240  | 193  | 180  |

| 1901 | 1906 | 1911 | 1921 | 1926 | 1931 | 1936 | 1946 | 1954 |
| ---- | ---- | ---- | ---- | ---- | ---- | ---- | ---- | ---- |
| 141  | 139  | 115  | 87   | 102  | 89   | 87   | 100  | 100  |

| 1962 | 1968 | 1975 | 1982 | 1990 | 1999 | 2004 | 2006 | 2009 |
| ---- | ---- | ---- | ---- | ---- | ---- | ---- | ---- | ---- |
| 112  | 108  | 85   | 105  | 135  | 159  | 153  | 155  | 158  |

| 2014 | 2019 | 2022 | - | - | - | - | - | - |
| ---- | ---- | ---- | - | - | - | - | - | - |
| 209  | 212  | 211  | - | - | - | - | - | - |

#### Pyramide des âges
La population de la commune est relativement jeune.
En 2018, le taux de personnes d'un âge inférieur à 30 ans s'élève à 34,9 %, soit en dessous de la moyenne départementale (37,3 %). À l'inverse, le taux de personnes d'âge supérieur à 60 ans est de 17,0 % la même année, alors qu'il est de 22,8 % au niveau départemental.
En 2018, la commune comptait 111 hommes pour 102 femmes, soit un taux de 52,11 % d'hommes, largement supérieur au taux départemental (48,89 %).
Les pyramides des âges de la commune et du département s'établissent comme suit.
| Hommes | Classe d’âge | Femmes |
| ------ | ------------ | ------ |
| 0,0    | 90 ou +      | 1,0    |
| 4,5    | 75-89 ans    | 3,9    |
| 10,9   | 60-74 ans    | 13,7   |
| 25,5   | 45-59 ans    | 19,6   |
| 25,5   | 30-44 ans    | 25,5   |
| 11,8   | 15-29 ans    | 15,7   |
| 21,8   | 0-14 ans     | 20,6   |

| Hommes | Classe d’âge | Femmes |
| ------ | ------------ | ------ |
| 0,5    | 90 ou +      | 1,4    |
| 5,5    | 75-89 ans    | 7,6    |
| 15,6   | 60-74 ans    | 16,3   |
| 20,8   | 45-59 ans    | 20     |
| 19,4   | 30-44 ans    | 19,4   |
| 17,6   | 15-29 ans    | 16,2   |
| 20,6   | 0-14 ans     | 19,1   |

## Culture locale et patrimoine

### Lieux et monuments
- Église Saint-Vincent : le chœur fut édifié en 1743.
- Chapelle dans l'ancien cimetière.
- Puits anciens : ils possèdent une profondeur d'environ 90 mètres.
- Château d'eau : une fresque représente un paysage.

#### Galerie

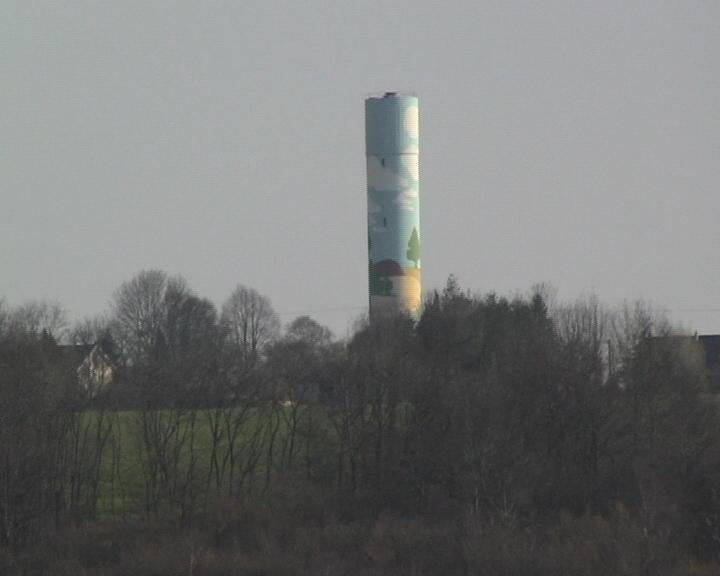
Le château d'eau, vu de loin.
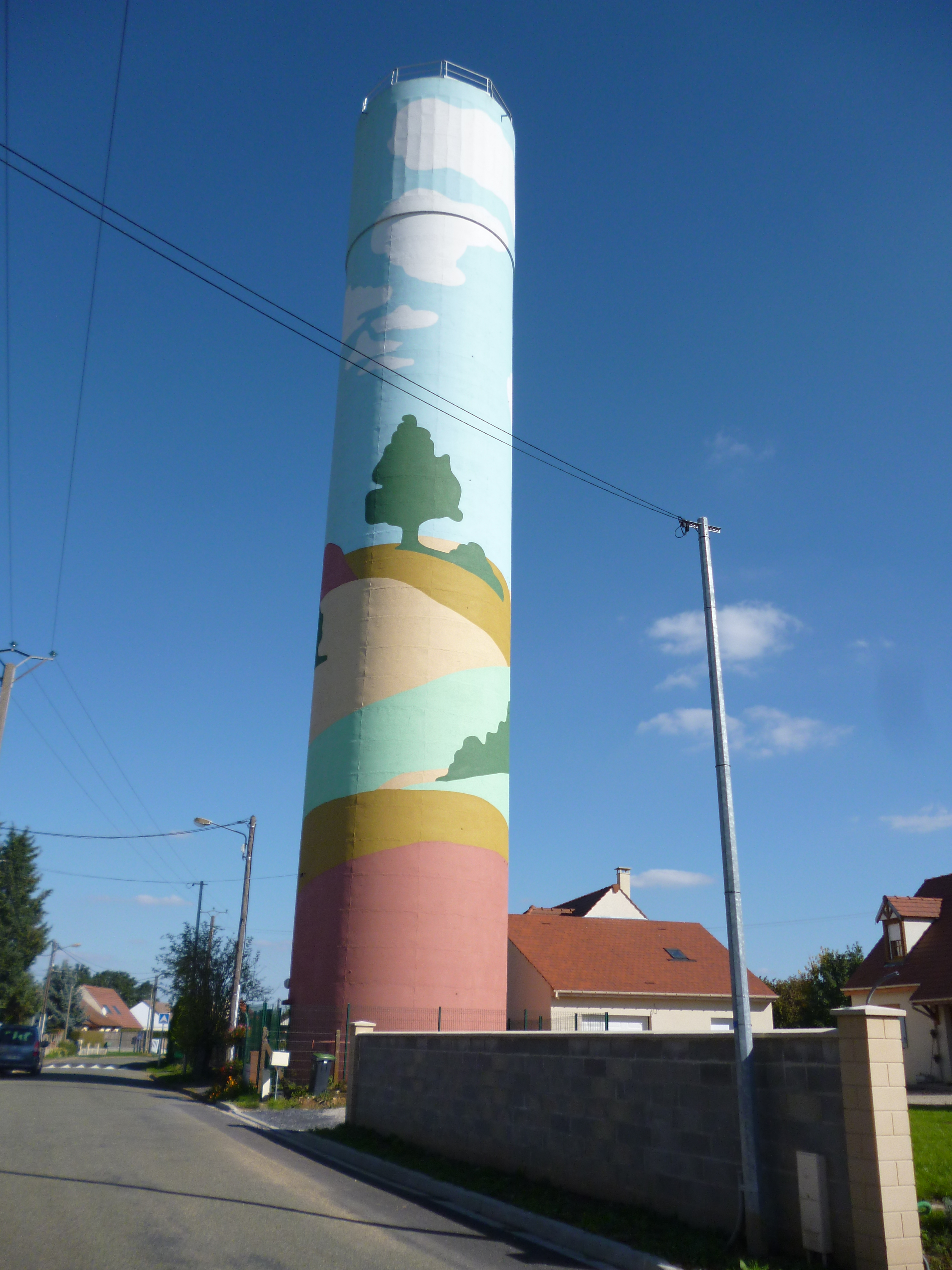
Le château d'eau, vu de près.
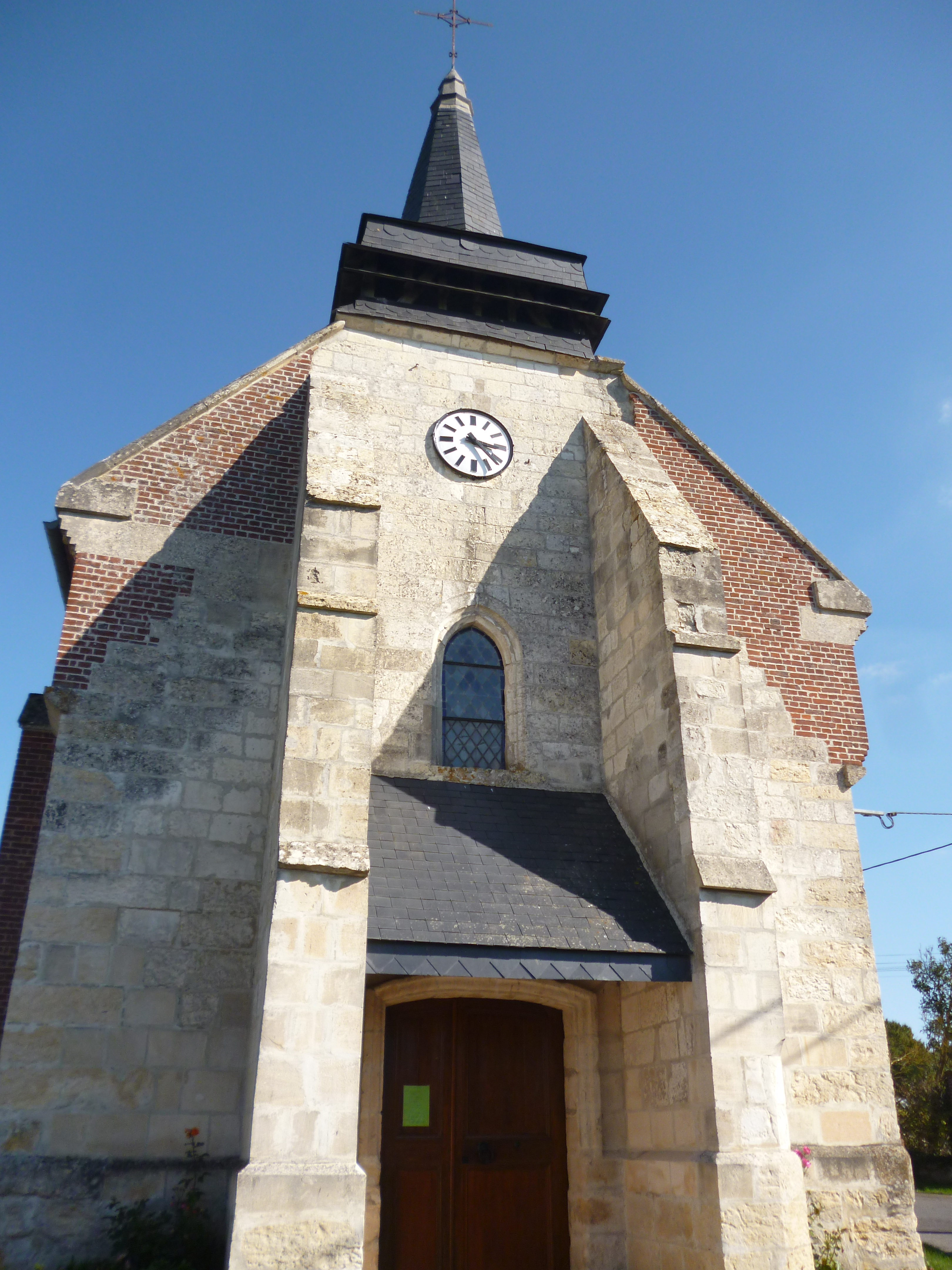
L'église Saint-Vincent.
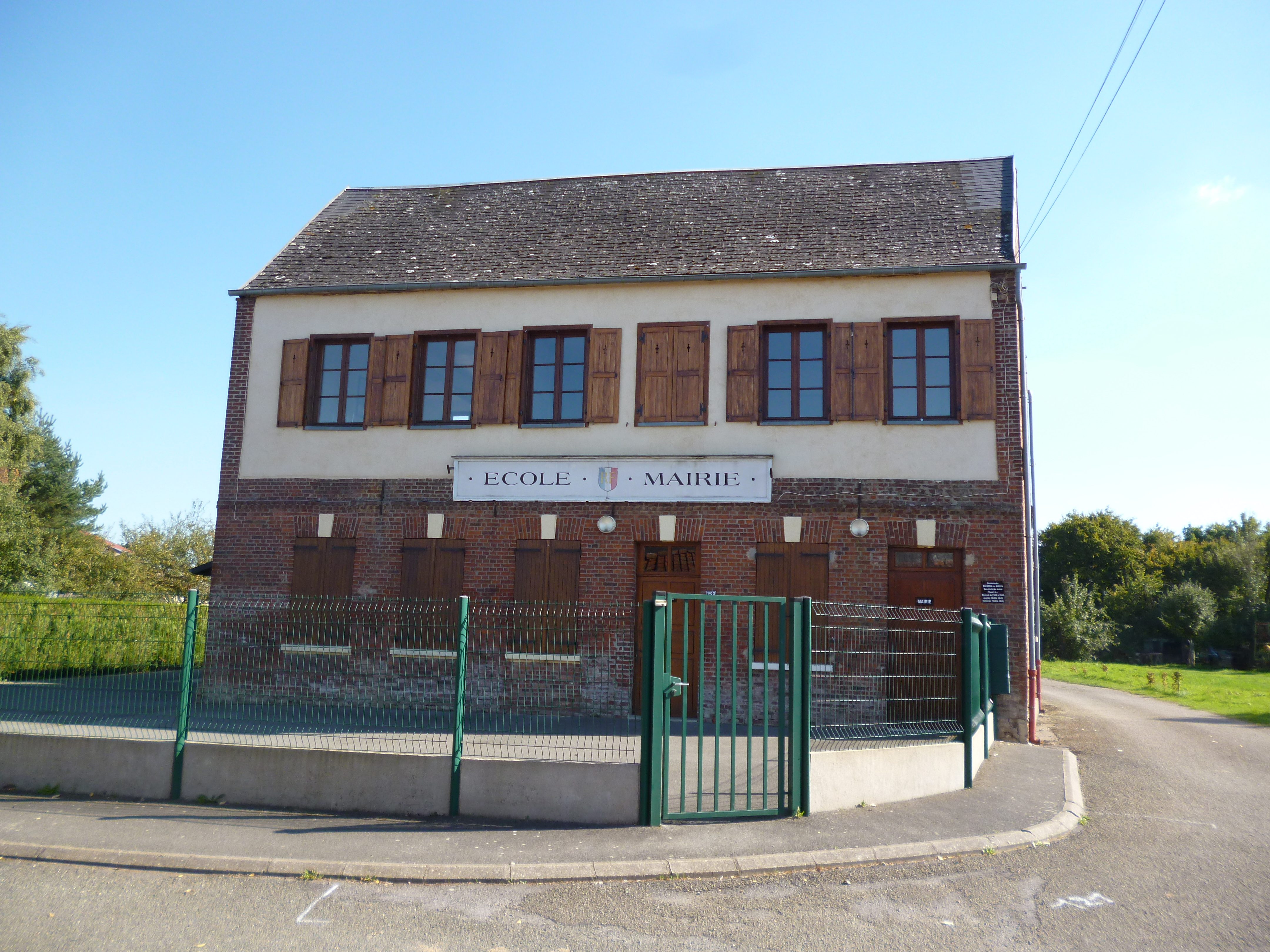
La mairie-école.
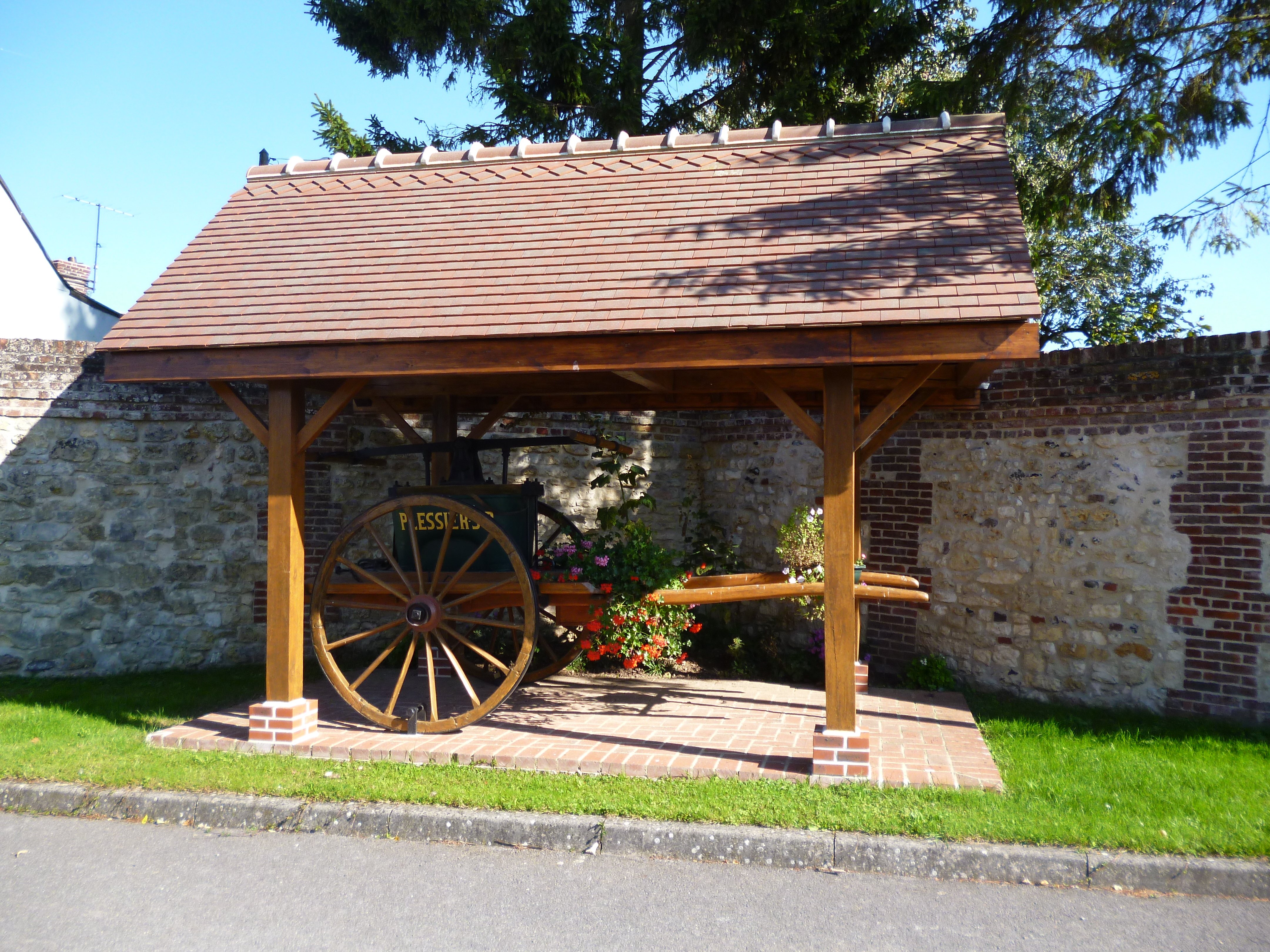
Un ancien véhicule de sapeurs-pompiers rénové.
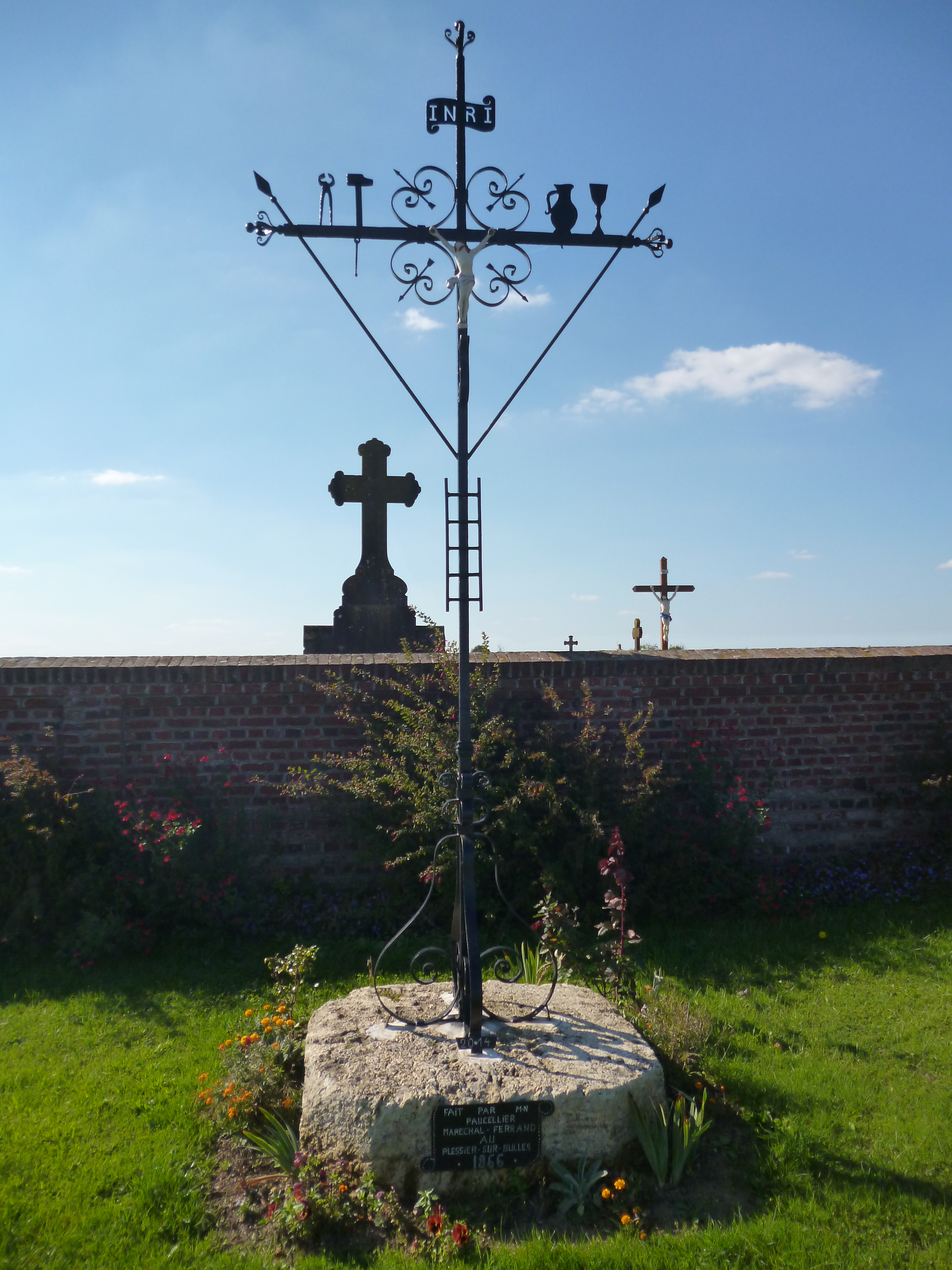
Un calvaire situé à proximité du cimetière.
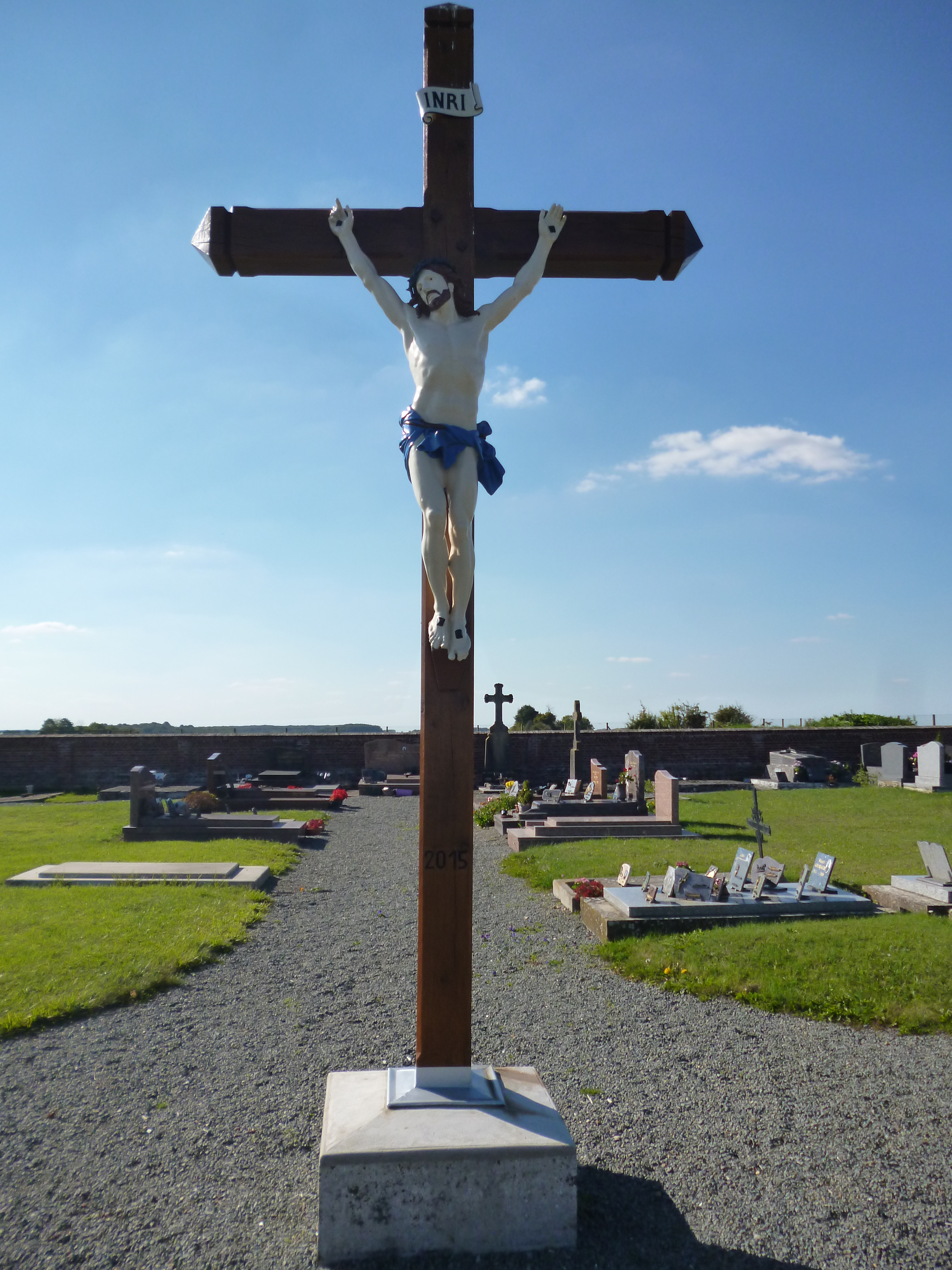
Un calvaire situé dans le cimetière.
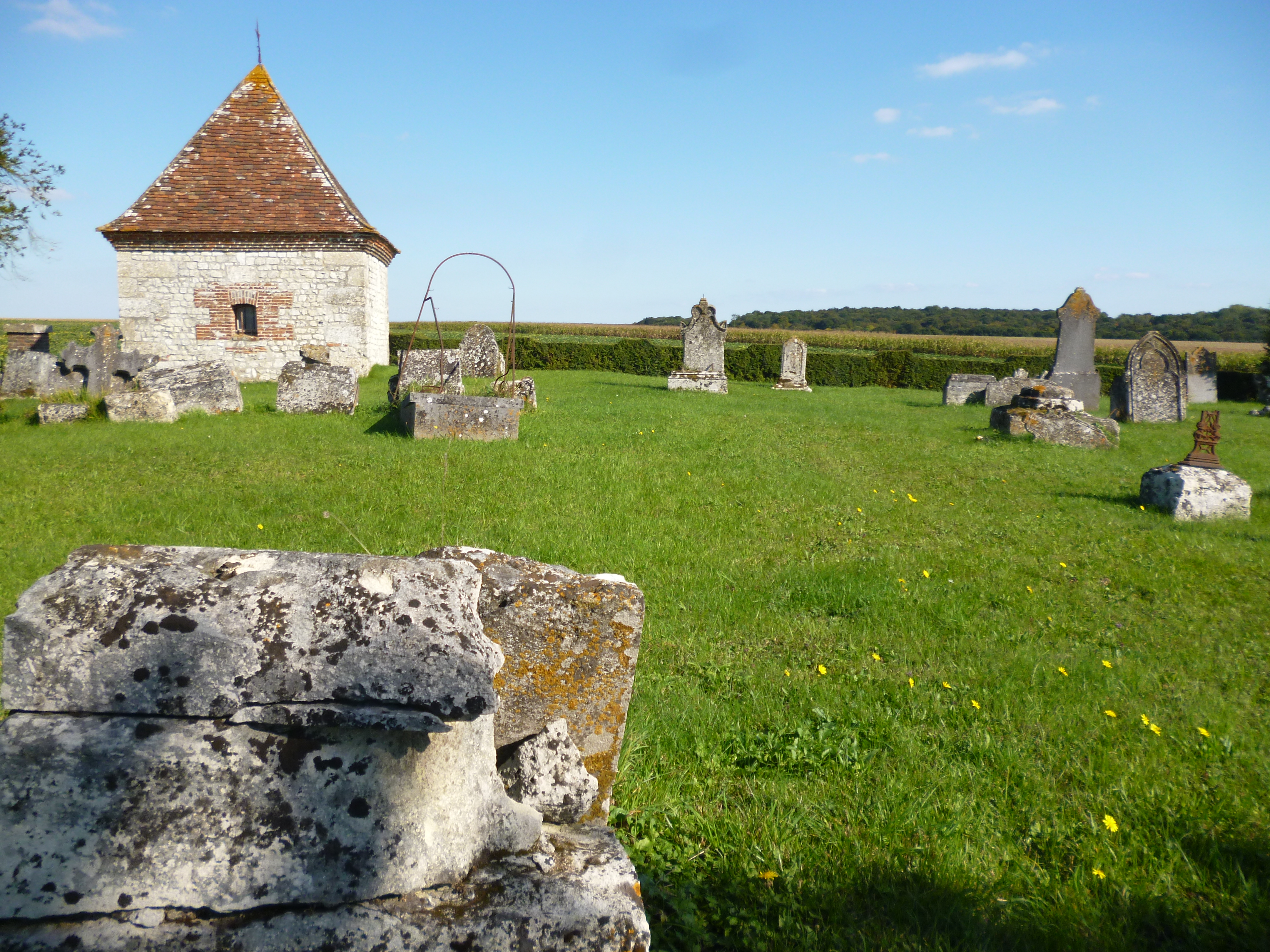
L'ancien cimetière.
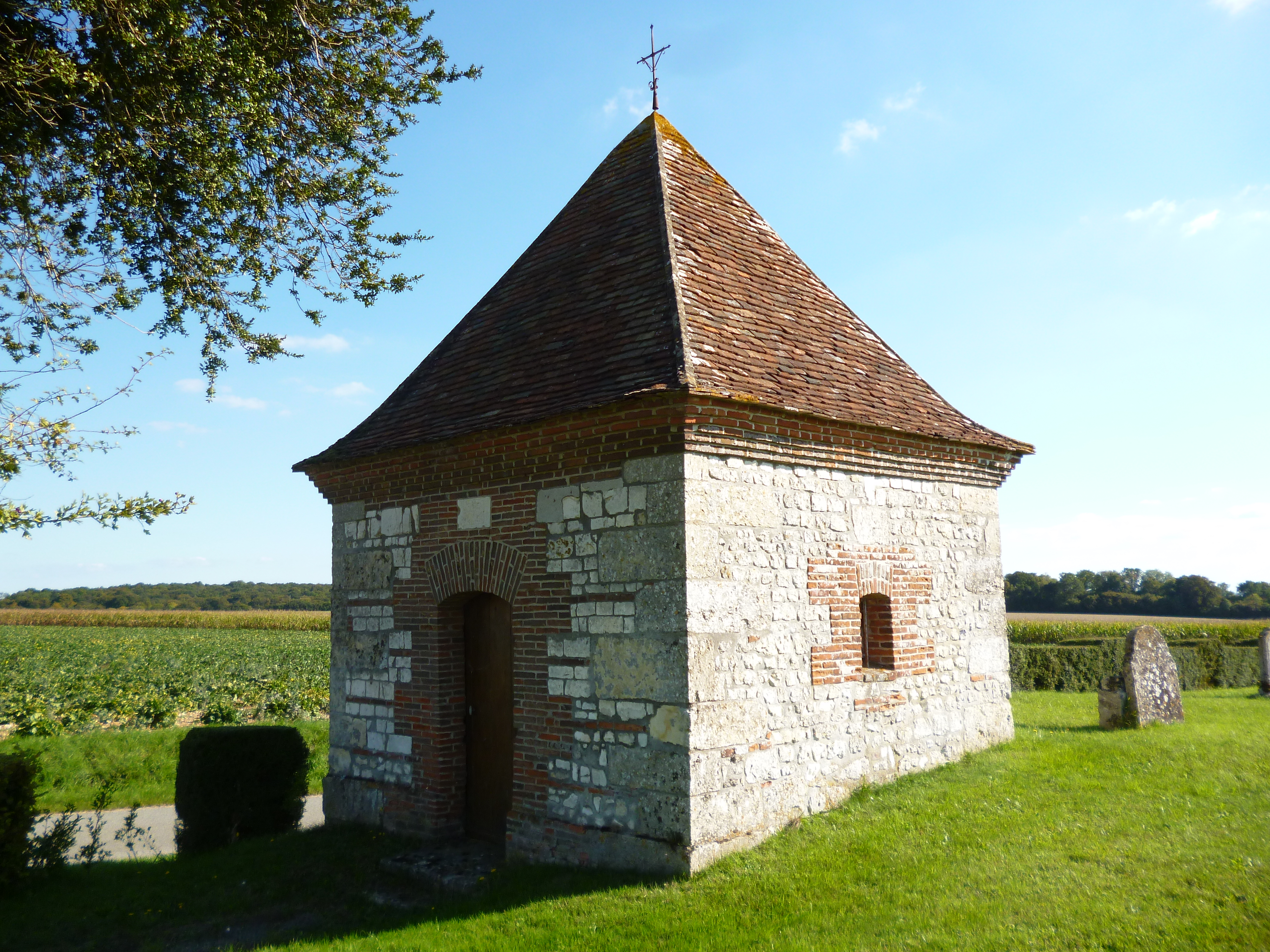
La chapelle de l'ancien cimetière.
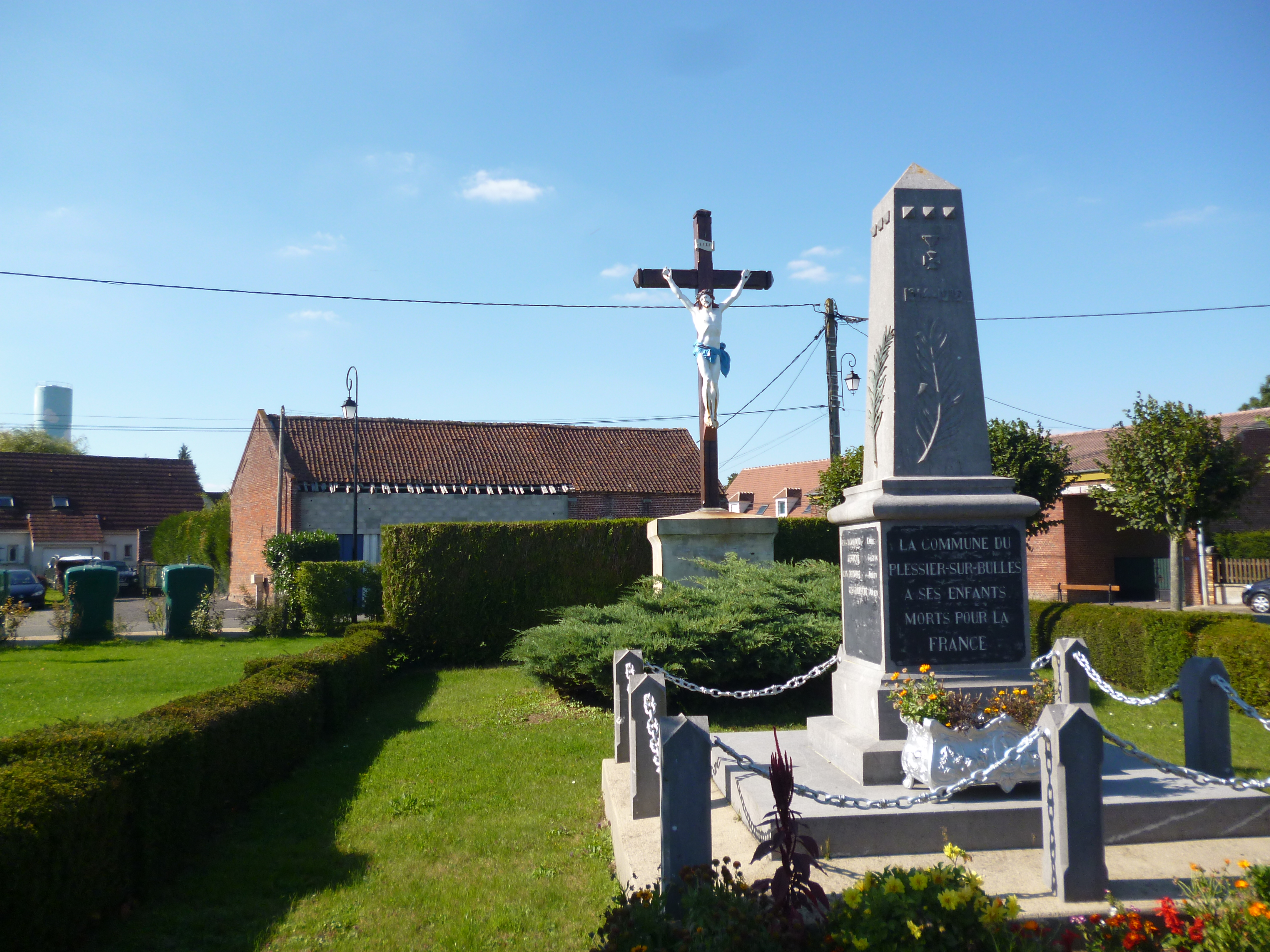
Le monument aux morts, avec au second plan un calvaire et à l'arrière-plan, le château d'eau.

### Manifestations
Brocante annuelle le dernier dimanche du mois d'août.

### Héraldique
| Blason de Plessier-sur-Bulles (Le) | Blason  | Divisé en chevron : au 1er tiercé en pal, au I d'argent à une branche de genévrier de sinople fruité de sable, au II d'azur à un puits d'argent maçonné de sable, au III de sinople à une gerbe de blé d'or, au 2d de gueules à une haie circulaire d'or. |
| Blason de Plessier-sur-Bulles (Le) | Détails | La branche de genévrier symbolise le milieu naturel du Larris du Cul de la Lampe. Le puits souligne le nombre important de puits sur le territoire de la commune. Le vert et le blé sont pour l'agriculture. Enfin, la haie circulaire renvoie au toponyme du village : un « plessier » est une clôture formée de branches entrelacées. Adopté en octobre 2021. |